# Эмилия Кесарийская
Эмилия Кесарийская — древнеримская святая, почитается в Православной и Католической церквях.

## Биография
Эмилия родилась в Каппадокии, провинции Римской империи (ныне Центральная Анатолия, Турция), в конце III — начале IV века. Она родилась в период, когда христианство становилось все более распространенным, бросая вызов языческому римскому правительству.
Эмилия вышла замуж за Василия Старшего и родила девять или десять детей, включая Василия Великого (около 330 года), Макрину Младшую, Петра Севастийского, Григория Нисского и Навкратия.
Её свекровь — Макрина Старшая, и её дочери — Макрина Младшая и Теосебея, также признаны святыми в Католической церкви (кроме Теосебеи) и Православной церкви.
Эмилия провела бо́льшую часть своих последних лет, живя со своей старшей дочерью Макриной Младшей. Они посвящали свою жизнь христианству и жили в окружении слуг, к которым относились как к равным по настоянию Макрины Младшей.
Эмилия Кесарийская умерла 30 мая 375 года.